# Idioma vangunu
Vangunu es una lengua oceánica hablada por unas 900 personas en la isla Vangunu, Islas Salomón. Los hablantes de Vangunu también utilizan el estrechamente relacionado idioma marovo.